# Počekovina
Počekovina (izvirno srbsko Почековина) je naselje v Srbiji, ki upravno spada pod Občino Trstenik; slednja pa je del Rasinskega upravnega okraja.

## Demografija
V naselju živi 694 polnoletnih prebivalcev, pri čemer je njihova povprečna starost 43,8 let (42,2 pri moških in 45,5 pri ženskah). Naselje ima 259 gospodinjstev, pri čemer je povprečno število članov na gospodinjstvo 3,24.
To naselje je, glede na rezultate popisa iz leta 2002, večinoma srbsko.
|  |

| Demografija | Demografija     | Demografija     |
| Leto        | Št. prebivalcev | Št. prebivalcev |
| ----------- | --------------- | --------------- |
|             |                 |                 |
|             |                 |                 |
|             |                 |                 |
|             |                 |                 |
| 1948        | 887             |                 |
| 1953        | 970             |                 |
| 1961        | 1015            |                 |
| 1971        | 1041            |                 |
| 1981        | 920             |                 |
| 1991        | 983             | 954             |
| 2002        | 923             | 838             |
|             |                 |                 |

| Etnična sestava po popisu iz leta 2002 | Etnična sestava po popisu iz leta 2002 | Etnična sestava po popisu iz leta 2002 | Etnična sestava po popisu iz leta 2002 | Etnična sestava po popisu iz leta 2002 |
| -------------------------------------- | -------------------------------------- | -------------------------------------- | -------------------------------------- | -------------------------------------- |
| Srbi                                   | Srbi                                   |                                        | 833                                    | 99,40%                                 |
| Hrvati                                 | Hrvati                                 |                                        | 2                                      | 0,23%                                  |
| Slovaki                                | Slovaki                                |                                        | 1                                      | 0,11%                                  |
| Madžari                                | Madžari                                |                                        | 1                                      | 0,11%                                  |
| Bolgari                                | Bolgari                                |                                        | 1                                      | 0,11%                                  |
| Neznano                                | Neznano                                |                                        | 0                                      | 0,0%                                   |